# Маденієт (Ордабасинський район)
Маде́нієт (каз. Мәдениет) — село у складі Ордабасинського району Туркестанської області Казахстану. Входить до складу Карааспанського сільського округу.
Населення — 306 осіб (2021; 346 у 2009, 248 у 1999, 188 у 1989).